# Musée de nous de San Diego
Le musée de nous de San Diego (en anglais : San Diego Museum of Us) est un musée consacré d'anthropologie situé dans le parc Balboa à San Diego, en Californie.